# Shote Galica
Shote Galica, alla nascita Qerime Halil Radisheva (Radisheve, 6 agosto 1895 – Fushë-Krujë, 1º luglio 1927), è stata una condottiera, patriota e rivoluzionaria albanese.
È stata una kachak, ovvero una rivoluzionaria albanese, ed è stata riconosciuta tra gli Eroi del Popolo d'Albania per aver combattuto per 12 anni per un'Albania democratica e per la liberazione del Kosovo.

## Biografia
Qerime Halil Radisheva nacque nel villaggio kosovaro di Radisheve, nella regione di Drenica. Aveva sei fratelli.
Nel 1915 sposò il guerrigliero e ribelle albanese Azem Bejta, meglio noto come Azem Galica (Galica era la sua città di nascita). Nel 1919 Shote Galica prese parte all'insurrezione di Dukagjin e poi ai combattimenti di Junik dal 1921 fino al 1923 contro la repressione serba.
I Galica riuscirono a creare una sorta di zona "indipendente" nei villaggi di Galica, Arberia e Vogel: le truppe del Regno di SHS subito si mobilitarono per reprimere la rivolta e giunsero a Drenica, dove nel luglio del 1924 i coniugi Galica e i ribelli presero parte allo scontro che vide i militari serbo-croati trionfare. Azem Galica venne ferito mortalmente e morì poco dopo. L'anno seguente, nel 1925, Shote Galica prese il posto del marito a capo della banda dei guerriglieri albanesi e combatté insieme a Bajram Curri ad Has di Prizren e a Lumë. Shote viene ricordata per aver catturato un comandante militare serbo e un certo numero di soldati a Çikatova nel 1927.
Shote si ritirò in Albania e trascorse i suoi ultimi mesi a Fushë-Krujë, dove morì a soli 31 anni.

## Eredità
Come eroi nazionali, Shote Galica e suo marito Azem incarnarono a pieno i valori della resistenza albanese kosovara. Il popolo albanese ha tributato onori a questi due combattenti per aver difeso la causa nazionale, celebrandoli come martiri della nazione. Il loro sacrificio è stato visto come parte integrante dello sforzo nazionale per liberare il Kosovo dal dominio serbo. A lungo l'uccisione dei Galica e di molti altri ribelli è stata d'esempio a coloro che hanno difeso la causa della resistenza albanese contro la repressione e la disuguaglianza in Kosovo.
Shote Galica viene ricordata, inoltre, per il detto La vita senza conoscenza è come una guerra senza armi.